# Patricia Pawlicki

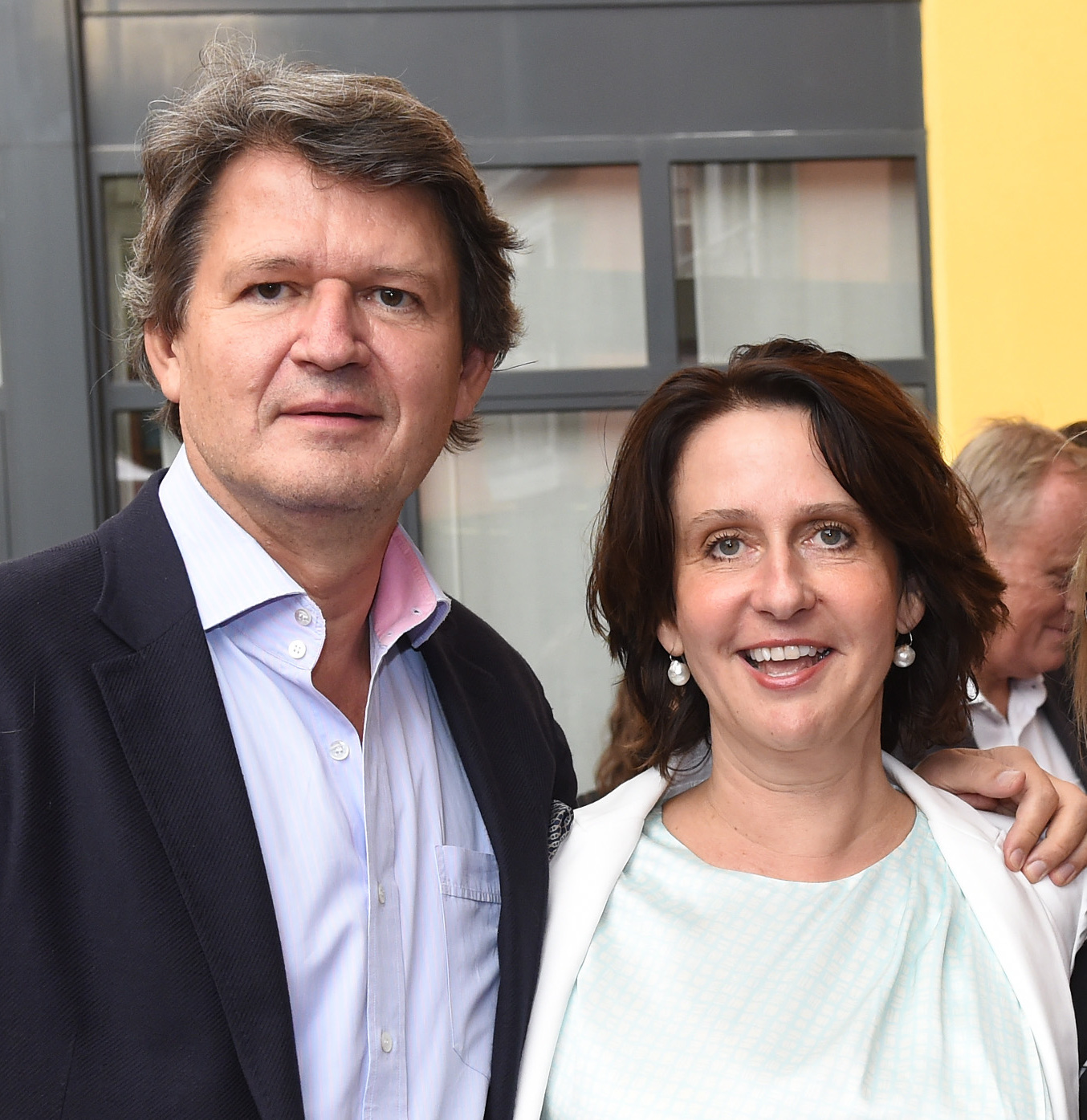
Patricia Pawlicki mit Helmut Brandstätter (2015)

Patricia Pawlicki (* 22. Oktober 1965 in Wien) ist eine österreichische Fernsehjournalistin. Von 2007 bis 2019 präsentierte sie das ORF-Parlamentsmagazin Hohes Haus, von November 2019 bis Dezember 2023 das Weltjournal.

## Leben
Patricia Pawlicki wurde als Tochter des Pianisten und Komponisten Norbert Pawlicki und der Kostümbildnerin Ariane Maino geboren. Nach der Matura 1984 studierte sie an der Universität Wien Publizistik, Politik- und Kommunikationswissenschaft, ihr Studium schloss sie 1997 mit einer Diplomarbeit zum Thema Der Anteil von Kommunikation am Behandlungsergebnis: ausgewählte Aspekte der Patient-Arzt-Beziehung; eine Analyse der anglo-amerikanischen Literatur als Magistra ab.
Seit 1988 ist sie für den ORF tätig, zunächst als Redakteurin beim Inlandsreport bzw. der Nachfolgesendung Report, ab 1995 auch für das Weltjournal. Von 1994 und 1996 moderierte sie auf 3sat das Mittagsmagazin und die Sendung Tagesgespräch. Ende 2001 bis Anfang 2004 war sie für den ORF als Auslandskorrespondentin in Berlin. Im September 2006 wechselte sie in das Kulturressort des ORF, wo sie die Sendung Treffpunkt Kultur moderierte.
Von 2007 bis 2019 präsentierte sie auf ORF 2 jeden Sonntag das Parlamentsmagazin Hohes Haus, außerdem moderierte sie regelmäßig die ORF-Pressestunde. Ab 2017 leitet sie abwechselnd mit Tarek Leitner die ORF-Sendung Runder Tisch zu aktuellen Ereignissen, sie folgten damit Ingrid Thurnher nach.
Patricia Pawlicki ist mit Helmut Brandstätter, von 2013 bis 2019 Herausgeber und von 2010 bis 2018 Chefredakteur der Tageszeitung Kurier, verheiratet.
Sie hat mit ihm ein Kind, zwei weitere Kinder entstammten von ihm aus seiner ersten Ehe. Nach der Nationalratswahl 2019 und dem Einzug ihres Mannes in den Nationalrat für NEOS gab sie die Moderation des Parlamentsmagazins Hohes Haus ab. Bereits während des Nationalratswahlkampfes wurde sie im September 2019 durch Rebekka Salzer vertreten. Ab November 2019 bis Dezember 2023 präsentierte sie das Weltjournal. Seit Mitte November 2020 moderiert sie das ORF-Talkformat 3 Am Runden Tisch – ein konstruktives Streitgespräch.